# Interrupce ve Švýcarsku
Interrupce ve Švýcarsku je legální během prvních dvanácti týdnů těhotenství, pod podmínkou poradenství, pro ženy, které uvádějí, že jsou v tísni. Kdykoli později je také legální s lékařskými indikacemi – hrozbou vážného tělesného nebo psychického poškození ženy. Švýcarsko patří mezi vyspělé země s nejnižší mírou potratů a nechtěného těhotenství.
Potrat byl legalizován v referendu v roce 2002 poté, co jeho zákaz přestal být na nějakou dobu v praxi dodržován. V roce 2014 švýcarští voliči odmítli iniciativu na zrušení krytí potratů systémem veřejného zdravotního pojištění.
Osobám provádějícím nelegální potraty hrozí peněžitý trest nebo odnětí svobody až na pět let. Těhotné ženě, která si zajistí nezákonný potrat, hrozí také peněžitý trest nebo trest odnětí svobody až na tři roky.

## Historie
Až do roku 2002 byl legální potrat ve Švýcarsku technicky dostupný pouze s omezujícími zdravotními indikacemi.
Zákaz potratů se v podstatě přestal prosazovat ke konci 20. století. V březnu 2001 schválilo Švýcarské federální shromáždění změnu trestního zákoníku stanovující výše uvedené pravidlo prvního trimestru.
Konzervativní strany a zájmové skupiny shromáždily podpisy 50 000 voličů potřebné k vynucení referenda o dodatku. Hlasování se konalo dne 2. června 2002, přičemž změnu zákona podpořilo 72,2 % švýcarských voličů.
Legální potraty nyní pokrývá švýcarský zdravotní systém. Iniciativa zamýšlená úplně zakázat potraty nedokázala v roce 2014 shromáždit požadovaných 100 000 podpisů.

## Statistiky
V roce 2005 byla v zemi míra potratů 7 potratů na 1 000 žen ve věku 15–44 let nebo 6 potratů na 1 000 žen ve věku 15 až 19 let. 95 % potratů proběhlo v prvním trimestru a přibližně polovina žen, které potratily měly také švýcarské občanství. V roce 2010 činila míra potratů 7,1 potratů na 1 000 žen ve věku 15–44 let, včetně potratů u žen, které nemají bydliště ve Švýcarsku.
Potraty v Lichtenštejnsku, které hraničí se Švýcarskem, zůstávají nezákonné. Některé ženy, které se rozhodly ukončit nechtěné těhotenství, překračují hranice do Rakouska nebo Švýcarska, aby zákrok podstoupily.